# پردراگ زیمونجیچ
پردراگ زیمونجیچ (انگلیسی: Predrag Zimonjić؛ زادهٔ ۱۵ october ۱۹۷۰ (۵۴ سال)) ورزشکار واترپلو اهل صربستان است.